# Pivovar Platan

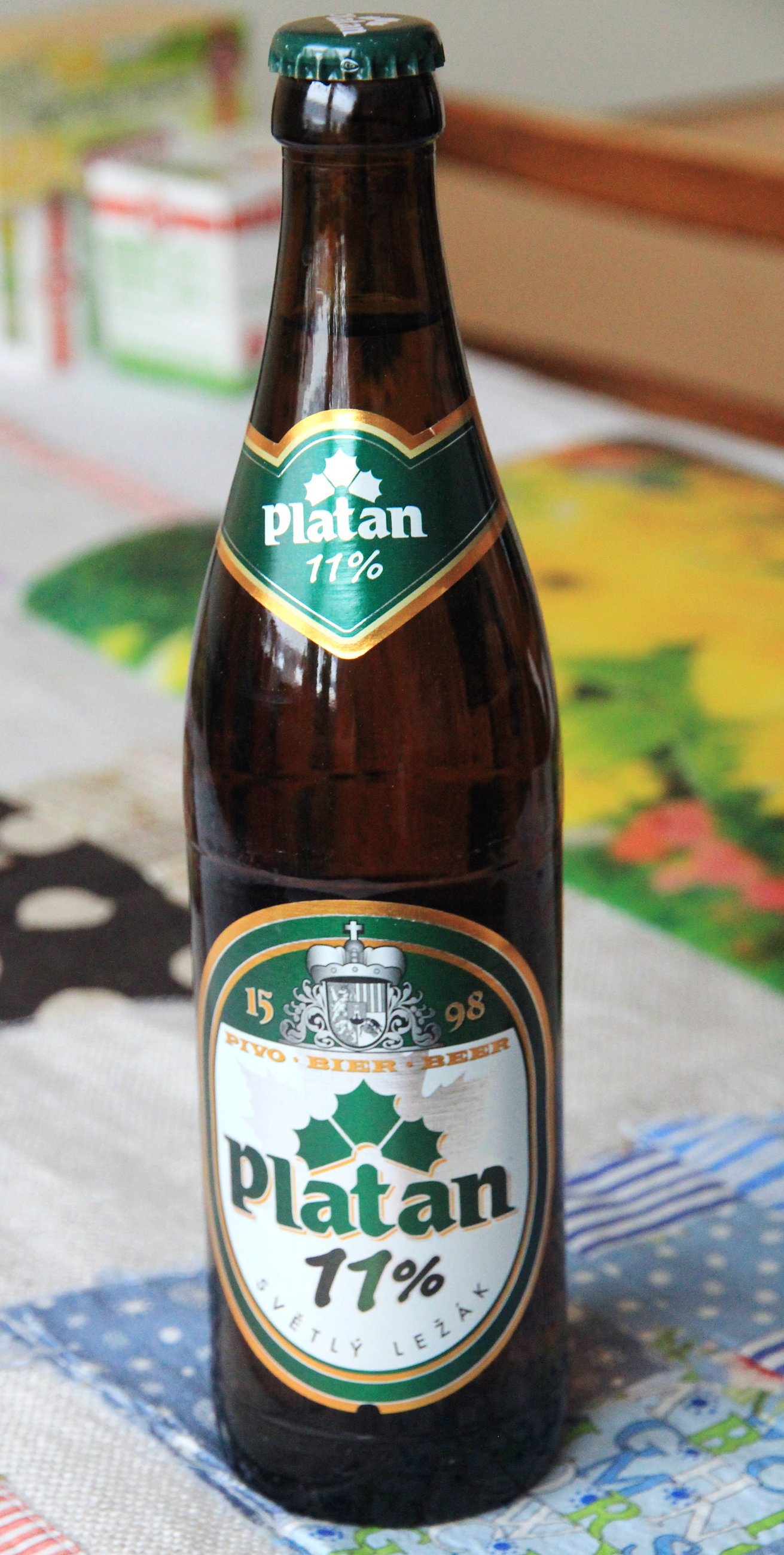
pivo Platan 11%

Browar Platan (cz. Městský pivovar Platan) – browar znajdujący się w południowo czeskim mieście Protivín, produkujący piwo pod tą samą nazwą (od 1973), głównie na lokalny rynek. Inspiracją do nazwy była aleja platanów, rozciągająca się wzdłuż drogi dojazdowej do zakładu.
Nie jest znana data jego założenia, wiadomo jednak, że działał już w XVI w. (pierwsza wzmianka w dokumentach pochodzi z 1540), a od 1711 należał do rodziny książąt Schwarzenbergów i był największy w okolicy. Na przełomie XIX i XX w. produkował 125–140 tys. hektolitrów piwa, które znane było w całych Austro-Węgrzech oraz m.in. w Rzeszy Niemieckiej i Stanach Zjednoczonych. Piwo wytwarzano nowatorską technologią Nathana, z wykorzystaniem dwutlenku węgla. Złoty wiek browaru skończył się wraz z I wojną światową, kiedy to utracono większość klientów zagranicznych.
W 1948 firmę znacjonalizowano. Platan wszedł w skład państwowego przedsiębiorstwa Jihočeské pivovary z siedzibą w Czeskich Budziejowicach i był w nim aż do upadku komunizmu (z przerwą w latach 1953–1955, kiedy był czołowym zakładem innego państwowego przedsiębiorstwa, działającego pod nazwą Pošumavské pivovary). Po 1989 Jihočeské pivovary sprywatyzowano, a w 2000 całość akcji browaru kupiło miasto Protivín, chroniąc w ten sposób zakład przed zamknięciem. Z powodu kłopotów finansowych gmina sprzedała Platana przedsiębiorcom z Liberca, a od 2008 jego właścicielem są Pivovary Lobkowicz a. s. (do 2012 roku noszące nazwę K Brewery Group, a.s), skupiające małe i średnie browary.

## Marki produkowane w browarze
- Platan, světlý ležák –  11% ekstraktu, 4,9% alkoholu,
- Platan Premium, světlý ležák - 5% alkoholu, tylko w kegach,
- Platan kvasnicový - piwo niefiltrowane, 5% alkoholu, tylko w kegach,
- Platan Nealko – piwo bezalkoholowe, do 0,5% alkoholu,
- Schwarzenberg, světlé výčepní –  10% ekstraktu, 4% alkoholu,
- Schwarzenberg, světlý ležák - 4,5% alkoholu, tylko w kegach,
- Prácheňská perla, světlý speciál –  14% ekstraktu, 6% alkoholu,
- Protivínský Granát,  polotmavý ležák – 11% ekstraktu, 4,6% alkoholu,
- Lobkowicz Premium, ležák - 12% ekstraktu, 4,7%,
- Lobkowicz Premium Nealko - piwo bezalkoholowe, do 0,5% alkoholu,
- Merlin - piwo ciemne, 12,8% ekstraktu, 4,7% alkoholu.